# Aberdeen-Pavillon
Der Aberdeen-Pavillon (engl. Aberdeen Pavilion, franz. Pavillon Aberdeen) ist eine Veranstaltungshalle im Lansdowne Park in der kanadischen Hauptstadt Ottawa. Die Anlage ist seit 1983 als letzte verbleibende Großausstellungshalle als nationale historische Stätte klassifiziert, seit 1984 steht auch das Gebäude selbst unter Denkmalschutz.

## Geschichte
Der Aberdeen-Pavillon wurde 1898 von der Dominion Bridge Company (dt. Dominion-Brückengesellschaft) für die Central Canada Exhibition Association (dt. Zentralkanadischer Ausstellungsbund) erbaut. Gestaltet wurde das Gebäude von Moses Edey und sollte zunächst als Ausstellungshalle für die jährlich stattfindende Agrarausstellung Central Canada Exhibition dienen. Der Pavillon wurde zu Ehren des damaligen Generalgouverneur, dem Earl of Aberdeen benannt. Die elegante Erscheinung in Verbindung mit dem Gebäudezweck brachte dem Aberdeen-Pavillon den Beinamen „Cattle Castle“ (dt. Rinder-Schloss) ein.
Bald wurde die Halle jedoch auch als Veranstaltungsort für Sportereignisse verwendet. 1904 wurde hier mehrfach um den Stanley Cup gespielt. Damit ist dies der älteste noch bestehende Spielort des Stanley Cups.
Zu Beginn der 1990er Jahre stand das Gebäude kurz vor dem Abriss, wurde jedoch schließlich mit Hilfe der Bundes- und Provinzregierung saniert.
2014 wurde das Gebäude von Lesern des Ottawa Citizen zum schönsten der Stadt gewählt.